# Salomon Belis-Legis

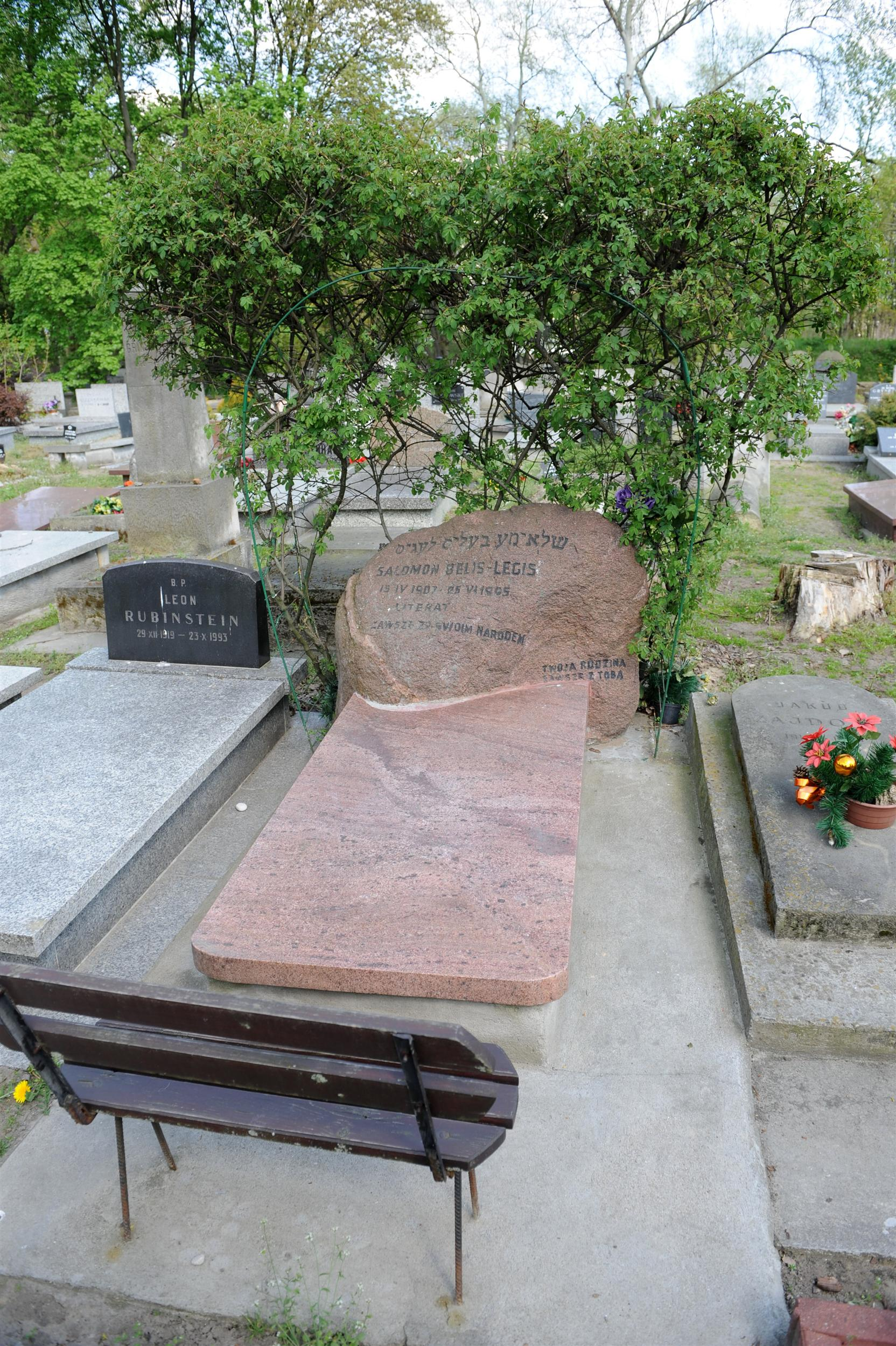
Grób S. Belis-Legisa na cmentarzu żydowskim przy ul. Okopowej w Warszawie

Salomon Belis-Legis, ps. Sz. Sagalo lub Sagalo (ur. 15 kwietnia 1907 w Wilnie, zm. 15 czerwca 1995 w Warszawie) – polski literat, poeta, dziennikarz i krytyk literacki żydowskiego pochodzenia, piszący w języku jidysz, członek wileńskiej grupy literacko-artystycznej Jung Wilne.

## Życiorys
Wraz z Szymszonem Kahanem był uczniem żydowskiej szkoły towarzystwa Melice-Haskole (Krzewiciele Oświaty). Po jej ukończeniu obaj, już w 1924 r., wspólnie redagowali młodzieżowe pismo pod tytułem Klagen. W wieku 17 lat trafił na dwa i pół roku do więzienia, prawdopodobnie z przyczyn politycznych. Od 1927 r. publikował w znanym wileńskim dzienniku „Wilner Tog”, pod pseudonimem Sagalo.
Wraz ze swoim kolegą Szymszonem Kahanem zainicjował w 1927 r. powstanie grupy Jung Wilne, utworzonej w wyniku potrzeby konsolidacji młodych twórców żydowskich z Wilna i prezentacji dorobku kultury jidysz. Wziął udział w oficjalnym debiucie literackim grupy znanym jako Der arajnmarsz fun Jung Wilne in der jidiszer literatur (Triumfalne wejście Młodego Wilna do literatury jidysz) 11 października 1929 r. na łamach „Wilner Tog”. Opublikował wtedy wiersze Wanderer (Wędrowiec) i In land fun kalter ru (W krainie chłodnego spokoju). Jako pierwszy z młodych wileńskich twórców został przyjęty do Związku Pisarzy i Dziennikarzy Żydowskich w Wilnie. Szybko zaprzestał twórczości poetyckiej skupiając się na dziennikarstwie. Z grupą Jung Wilnie związany był tylko do 1931 r. Jak twierdził później w swoich wspomnieniach, odejście z grupy wiązało się z powierzeniem mu redakcji dziennika „Wilner Moment”, konkurującego z dziennikiem „Wilner Tog”, będącego nieoficjalnym patronem grupy Jung Wilne. Po raz ostatni wystąpił jako członek grupy 2 lutego 1931 r. na wspólnym wieczorze recytatorskim w Domu Kultury na Podhulance 18 prowadzonym przez Zalmana Rajzena. W czasie wieczoru poza członkami Jung Wilne, wystąpił także Naftali Wajning. Współredagował później także „Wilner Ekspres”, „Wilner Radio” i od 1933 r. syjonistyczny – „Cajt”.
Autor wspomnień Baj di onhejbn. Po wojnie publikował także w wydawanym przez Abrahama Suckewera w Izraelu – piśmie „Di Goldene Kejt”. Napisał kilkanaście przedmów do książek: Dzieje Tewji Mleczarza (1989), Dzieje Tewji Mleczarza (1994), Mąż z Nazaretu (1990), Podróże Beniamina Trzeciego (1990), Z jarmarku (1989) i Opowiadania chasydzkie i ludowe (1997).
Salomon Belis-Legis zmarł w Warszawie. Jest pochowany na cmentarzu żydowskim przy ulicy Okopowej (kwatera 2, rząd 11).